# 11 fructidor
11 thermidor 11 jour complémentaire
Le primidi 11 fructidor, officiellement dénommé jour de la pastèque, est le 341e jour de l'année du calendrier républicain.
C'était généralement le 28e jour du mois d'août dans le calendrier grégorien.